# Лабрун
Лабрун (њем. Labrun) општина је у њемачкој савезној држави Саксонија-Анхалт. Једно је од 39 општинских средишта округа Витенберг. Према процјени из 2010. у општини је живјело 132 становника. Посједује регионалну шифру (AGS) 15091190.

## Географски и демографски подаци
Лабрун се налази у савезној држави Саксонија-Анхалт у округу Витенберг. Општина се налази на надморској висини од 77 метара. Површина општине износи 5,0 km². У самом мјесту је, према процјени из 2010. године, живјело 132 становника. Просјечна густина становништва износи 26 становника/km².